# Citral
Citral ist das Gemisch aus den cis-trans-Isomeren Geranial (Citral A) und Neral (Citral B). 

## Vorkommen
Natürlich kommt Citral in der Regel als Gemisch der beiden Isomeren vor. Geranial ist als Duftstoff u. a. in Tomaten zu geringen Anteilen als Abbauprodukt von Lycopen zu finden. Citral ist Hauptbestandteil vom Zitronengrasöl (bis zu 85 %) und dem Öl von Litsea cubeba (bis zu 75 %) kommt aber auch in vielen anderen ätherischen Ölen, wie von Bay, Basilikum, Lorbeer, Ingwer, Majoran, Malabargras, Möhren, Muskatellersalbei, Perilla, Rosenholz, Zitronenstrauch, und Zitronen vor. Es ist Alarmpheromon der Blattschneiderameise.

## Gewinnung und Darstellung
Außer der Gewinnung aus dem Öl von Litsea cubeba kann Citral auch durch verschiedene chemische Synthesen gewonnen werden. So durch Reaktion von Isobutylen mit Formaldehyd zu Isoprenol und dessen Reaktion zu Isoprenal mit Hilfe eines Silberkatalysators und dann folgende Reaktionen mit Prenol zu Citral. Weitere bekannte Synthesen gehen von Isopren oder Pinenen aus oder erfolgen durch Pyrolyse von Limonen.

## Eigenschaften
Citral bzw. Neral und Geranial zählen chemisch zur Gruppe der acyclischen Monoterpen-Aldehyde. Citral ist eine schwach gelbliche Flüssigkeit mit intensiv frischem Zitronenduft. Das Gemisch siedet bei 228 °C, in Wasser ist es nahezu unlöslich. Citral wirkt in reiner Form sowie im Gemisch in Konzentrationen ab 1 % reizend auf die Haut.

## Verwendung
Citral wird als Duft- und Aromastoff verwendet. Gemäß der Verordnung (EG) Nr. 1223/2009 über kosmetische Mittel muss es aufgrund allergenen Potenzials bei einem Gehalt über 0,01 %, bzw. 0,001 % (für auszuspülende/auf der Haut verbleibende Mittel) in der Liste der Bestandteile deklariert werden.

## Reaktionen
Neral und Geranial lassen sich durch Dehydrierung aus Nerol und Geraniol herstellen. Citral reagiert mit Aceton im alkalischen Milieu (zum Beispiel Bariumhydroxid) zuerst unter Wasserabgabe zum Pseudoionon. Dieses kann dann unter Anwesenheit von Säuren und höheren Temperaturen in das Isomer Ionon überführt werden.
Im alkalischen Milieu kann es auch in Acetaldehyd und 2-Methylhept-2-en-6-on zerfallen (Retro-Aldol-Reaktion).
Die heterogen katalysierte Hydrierung in Gegenwart von Palladiumkatalysatoren führt über die Zwischenstufe Citronellal mit etwa 86 % Ausbeute zum Dihydrocitronellal.
Durch Reaktion mit Hydroxylamin zu Citraloxim und dessen Dehydrierung kann Geranylnitril gewonnen werden.

## Risikobewertung
Citral wurde 2014 von der EU gemäß der Verordnung (EG) Nr. 1907/2006 (REACH) im Rahmen der Stoffbewertung in den fortlaufenden Aktionsplan der Gemeinschaft (CoRAP) aufgenommen. Hierbei werden die Auswirkungen des Stoffs auf die menschliche Gesundheit bzw. die Umwelt neu bewertet und ggf. Folgemaßnahmen eingeleitet. Ursächlich für die Aufnahme von Citral waren die Besorgnisse bezüglich Verbraucherverwendung, Exposition von Arbeitnehmern, hoher (aggregierter) Tonnage und weit verbreiteter Verwendung sowie der vermuteten Gefahren durch sensibilisierende Eigenschaften. Die Neubewertung fand ab 2015 statt und wurde von Schweden durchgeführt. Anschließend wurde ein Abschlussbericht veröffentlicht.